# Por el humo se sabe dónde está el fuego
«Por el humo se sabe dónde está el fuego» o, más abreviadamente, «Por el humo se sabe» es una romanza que forma parte de la zarzuela Doña Francisquita. La música es de Amadeo Vives y la letra —basada en un soneto de Lope de Vega— es de Federico Romero Sarachaga y Guillermo Fernández-Shaw. Es una de las canciones más populares de la mencionada zarzuela y, en general, de este género musical y teatral.

## La obra
La zarzuela había surgido como género musical típicamente español a mediados del siglo XIX. Con un claro contenido nacionalista, buscaba presentar una alternativa al teatro cantado en italiano, de forma similar a como el singspiel había ofertado obras musicales en alemán. También en los argumentos se buscaba un contenido típicamente español, lo que tenía similitud con lo que había intentado Lope de Vega con el teatro durante el Siglo de Oro. Uno de los mejores exponentes del género fue el compositor catalán Amadeo Vives que, deseando dar nuevos bríos a un género que daba muestras de falta de vitalidad, decidió utilizar el teatro de Lope para crear varias zarzuelas. Ya con anterioridad había adaptado Entre bobos anda el juego para dar lugar a Don Lucas del Cigarral. En los años 1920 decidió adaptar La discreta enamorada dando lugar a la muy popular zarzuela Doña Francisquita. Con ayuda de los libretistas Federico Romero Sarachaga y Guillermo Fernández-Shaw trasladó la acción al Madrid de los años 1840 y la situó en el contexto de las fiestas de carnaval.

## El soneto
El personaje de Lucindo de La discreta enamorada se convierte en el estudiante Fernando Soler en Doña Francisquita. Lucindo recita en el segundo acto los siguientes versos:
¡Qué mal se cura el amor con intenciones!
¡Qué vano error sobresanar la herida,
si en las muertas cenizas escondida
la viva lumbre al corazón le pones!
Celos, desdenes, iras, sinrazones,
tienen el alma alguna vez dormida.
Mas, ¿qué letargo habrá que no despida
la fuerza de celosas prevenciones?
¡Oh, celos!, con razón os han llamado
mosquitos del amor, de amor desvelos:
el humo de su fuego os ha engendrado.
¿Qué importa que se muera un hombre?, ¡oh, cielos!
de pesadumbres del amor cansado,
si con sus voces le despiertan celos.
También en el segundo acto, la zarzuela incluye la famosa romanza, que retoma el sentido de las palabras de Lope aunque con menor valor literario. La idea de que los celos nacen del humo que el amor produce al arder procede del pensamiento de Marsilio Ficino, autor que considera que el alma conserva la imagen del ser amado, lo que vincula los celos al recuerdo.

## La música
Amadeo Vives era un compositor con una sólida formación en la que a la influencia de la tradición hispana se unía el conocimiento de las nuevas tendencias europeas. En Doña Francisquita quiso realizar una música que enlazase con las tonadillas del siglo XVIII, pero su orquestación estaba muy marcada por la ópera y el sinfonismo europeos. En la romanza «Por el humo se sabe» se nota la influencia del vals de estilo straussiano. Es una canción exigente para el tenor que la interpreta.